# 砷酸盐矿物
砷酸鹽礦物通常是指天然存在的正砷酸鹽，其具有 (AsO
4)3−陰離子團，除此之外，也包含比較罕見帶有AsO
3(OH)2−（也可寫作HAsO2−
4）陰離子團的砷酸鹽，如毒石（化學式：Ca(AsO
3OH) · 2H2O），以及帶有[AsO
2(OH)
2]−陰離子團的砷酸鹽，如水砷鉀鎘銅石。亞砷酸鹽礦物則較不常見。
施特龍茨分類以及戴納礦物分類都將砷酸鹽礦物與磷酸鹽礦物放在一起。

## 例子
砷酸鹽礦物包括：
- 鎳華 Ni3(AsO4)2·8H2O
- 砷鋅鈣石 CaZn(AsO4)(OH)
- 光線礦（英语：Clinoclase） Cu3(AsO4)(OH)3
- 砷鈣銅礦 CaCu(AsO4)(OH)
- 綠砷銅礦（英语：Cornubite） Cu5(AsO4)2(OH)4
- 水綠砷銅礦（英语：Cornwallite） Cu2+5(AsO4)2(OH)2
- 鈷華 Co3(AsO4)2·8H2O
- 砷鉛礦 Pb5(AsO4)3Cl
- 橄欖銅礦 Cu2(AsO4)OH
- 砷鈷鈣石 Ca2Co(AsO4)2·2H2O